# يارماقيا (أديامان)
يارماقيا (بالكردية: Çeqelan‏) (بالتركية: Yarmakaya)‏ هي قرية كرديّة رشوانيّة تتبع إداريّاً لمديرية أديامان في محافظة أديامان التركية الواقعة في جنوب شرق الأناضول. وبلغ عدد سكانها 864 نسمة في عام 2021.